# Ohryzkowce
Ohryzkowce (ukr. Огризківці), Ohryszkowce – wieś na Ukrainie, w obwodzie tarnopolskim, w rejonie krzemienieckim.